# Pete Vipond
Peter John Vipond (Whitby, 8 dicembre 1949) è un ex hockeista su ghiaccio canadese.
Nel corso della carriera giocò tre partite in National Hockey League.

## Carriera
Vipond giocò a livello giovanile per due stagioni nella Ontario Hockey Association con gli Oshawa Generals. Al termine della stagione 1968-1969 fu scelto durante l'NHL Amateur Draft in settantaseiesima posizione assoluta dagli Oakland Seals.
Fino al 1971 Vipond giocò per i Nelson Maple Leafs nella Western International Hockey League, lega professionistica del Canada occidentale. Nel 1970 conquistò con gli Spokane Jets l'Allan Cup, premio assegnato alla miglior formazione amatoriale del Nordamerica.
Nelle tre stagioni successive Vipond giocò per alcune formazioni affiliate ai California Golden Seals nelle leghe minori: con i Columbus Golden Seals nella International Hockey League, i Salt Lake Golden Eagles nella Western Hockey League e in prestito ai Tulsa Oilers nella Central Hockey League. Nel dicembre del 1972 riuscì ad esordire in National Hockey League con la maglia dei Seals disputando tre incontri.
Dal 1974 fino al ritiro avvenuto nel 1978 Vipond fece ritorno nella città natale di Whitby giocando nella OHA Senior A League con i Whitby Warriors. Conclusa la carriera nell'hockey Vipond divenne un allenatore di lacrosse, ottenendo numerosi successi fino alla consacrazione con l'ingresso nella Canadian Lacrosse Hall of Fame nel 2006.

## Palmarès

### Club
- Allan Cup: 1

Spokane: 1970

### Individuale
- WIHL Rookie of the Year: 1

1969-1970